# Aryenis
Aryenis (altgriechisch Ἀρύηνις Arýēnis) von Lydien war nach Herodot die Tochter von Alyattes II. und die Schwester des Krösus.
Aryenis war mit dem medischen König Astyages verheiratet und hatte mit diesem Mandane als Tochter. Herodot berichtet weiter, dass Astyages von einem Traum geplagt worden sein soll, in dem Mandane so viel Wasser ließ, dass sein ganzes Reich davon überflutet wurde. In Furcht um seinen Thron gab er Mandane keinem Meder, sondern dem achämenidischen Vasallenfürsten Kambyses I. zur Frau.
Die Verheiratung der Aryenis mit Astyages soll aus taktischen Gründen erfolgt sein, um den Streit zwischen Kyaxares II. und Alyattes II. zu beenden.

## Quelle
- Herodot, Historien 1,74.